# Balitora mysorensis
Balitora mysorensis är en fiskart som beskrevs av Hora, 1941. Balitora mysorensis ingår i släktet Balitora och familjen grönlingsfiskar. IUCN kategoriserar arten globalt som sårbar. Inga underarter finns listade.